# ウィー・アー・サイエンティスツ
ウィー・アー・サイエンティスツ（We Are Scientists）は、アメリカ合衆国カリフォルニア州バークレー出身の2人組ロック・バンド。2000年に結成。その後、ニューヨークを拠点に移し活動中。
アメリカ出身のバンドながらもどこかイギリスっぽいサウンドでキャッチーなメロディとエッジィなサウンドが特徴。またインタビュー、ライブ、公式ホームページ等でキースとクリスのギャグに満ちたトークでも知られている。「W.A.S.」と略されることが多い。

## バンドの概要

### バンド名
「We Are Scientists（我々は科学者である）」という一風変わったバンド名の由来には様々な説が存在するが、実際はニューヨークに引っ越した際、トラック運転手に（3人の外見が似ていることから）「兄弟か?」と聞かれ違うと答えたところ、運転手がさらに彼らを観察し、彼らのひ弱な体型と眼鏡から「では、科学者か?」と聞いたことに由来する。キースによると、それ以来そのまま使用しているとのこと。

### 歴史

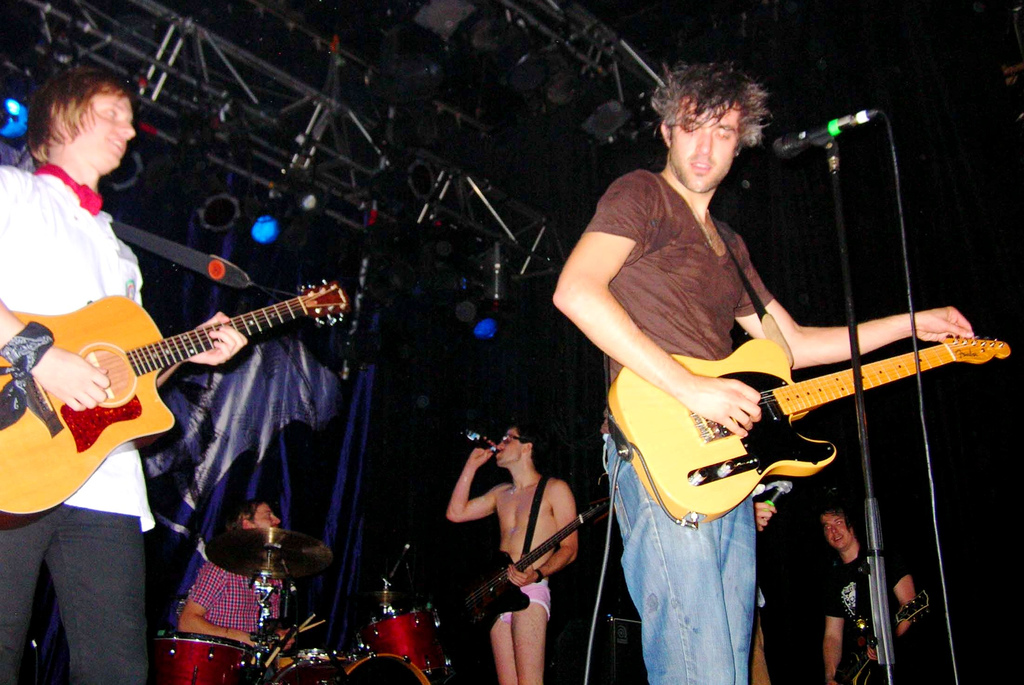
ライブで演奏するバンド（2006年）

バンドの設立メンバーがそれぞれクレアモント・カレッジズ（カリフォルニア州クレラモントにある5つの大学）に在籍していた頃に出会った。キース・マーレーとクリス・ケインがポモナ・カレッジ、マイケル・タッパーがハーヴィー・マッド大学に在籍していた。大学卒業後、3人組のバンドを結成。
EP3枚（2002年の『Bitching』、2003年の『In Action』、2004年の『The Wolf's Hour』）とデモ・アルバム1枚（2002年の『Safety, Fun, and Learning (In That Order)』）を自主リリースした後、メジャーのヴァージン・レコードと契約。2006年1月10日にアルバム『愛することとみじめさと』をリリース（日本では2月22日にリリース）。このアルバムから「Nobody Move, Nobody Get Hurt」「The Great Escape」「It's a Hit」という3枚のシングルを発表。いずれの曲もビデオが製作されており、それらのビデオやB面がコンピレーション・アルバム『Crap Attack』で入手できる。
2006年にウィー・アー・サイエンティスツはNMEショックウェーブ・ツアーでアークティック・モンキーズ、マキシモ・パークやミステリー・ジェッツらとツアーで回った。同年5月にはエディターズとのジョイント・ツアーで来日し、渋谷CLUB QUATTRO等で公演を行った。8月にはSUMMER SONIC 06に出演。
シングル「The Great Escape」は英国でヒットし、iTunesで無料ダウンロードの対象にもなった。2006年2月、シングル「The Great Escape」が2006年トリノオリンピックのCMの一部としてBBCのラジオ放送で繰り返し流され、同シングルのインストゥルメンタル版が英国コメディ番組やケーブルのスポーツ・チャンネルで冒頭流された。また、米国内でも「Nobody Move, Nobody Get Hurt」と「It's a Hit」をそれぞれ米国人気深夜トークショーで演奏している。

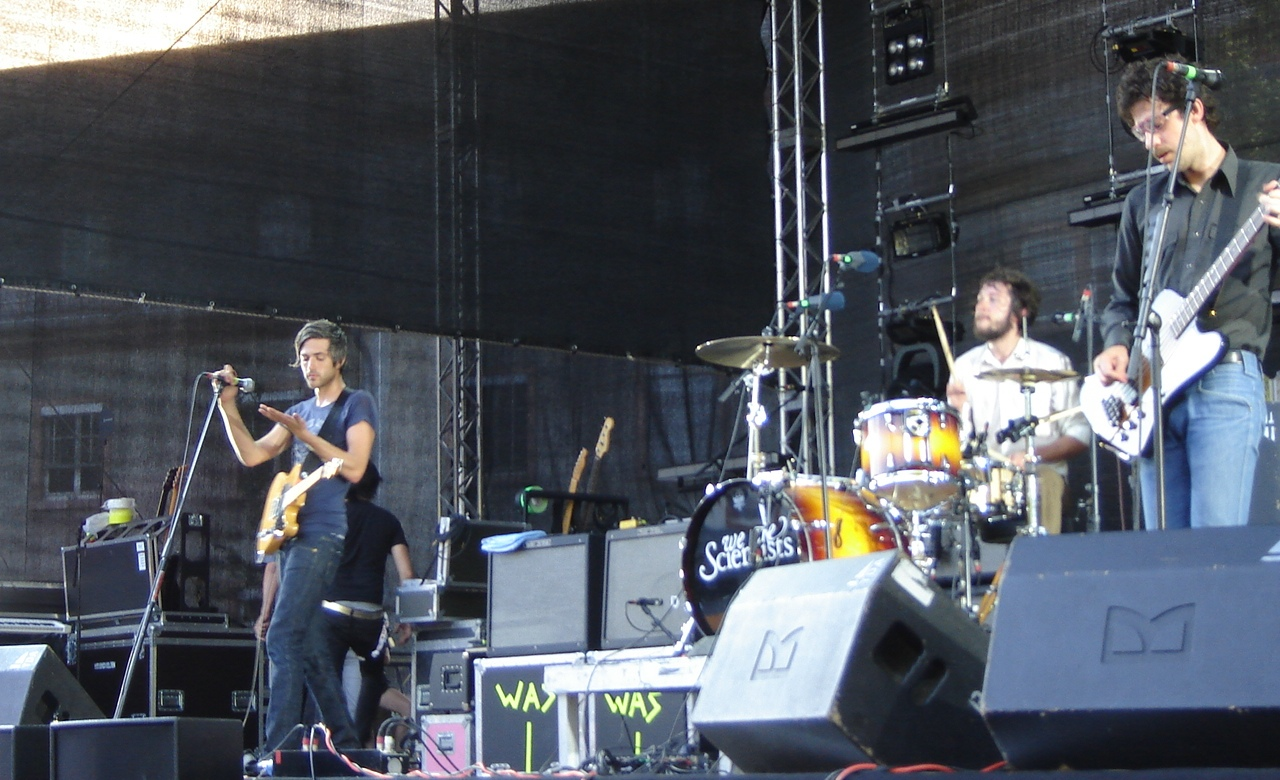
ライブで演奏するバンド（2006年）

XPression FMでは「Nobody Move, Nobody Get Hurt」が2006年5月8日の周にシングル第1位を獲得。2007年には『NME』誌の年間国際ベストバンド賞にノミネートされた。2007年後半はカイザー・チーフスとツアーした。
2007年11月1日にドラムのマイケル・タッパーが英国ツアーの前にバンドを脱退すると発表。バンドは当面サポートメンバー迎える形で活動を続けた。
2008年3月17日にアルバム『ブレイン・スラスト・マステリー』をリリース（日本では4月16日にリリース）。全英アルバムチャートで11位に登場した。
2009年8月7日、元レイザーライトのアンディ・バロウズがバンドに加入することが明らかになった。
その後、バンドはヴァージン・レコードを離れ、2010年6月14日にアルバム『バーバラ』を自主レーベルMasterswan Recordingsからリリース。
2014年3月、アルバム『TV en Français』をヨーロッパでは100% Recordsより、北米ではカナダのDine Alone Recordsよりリリース。
2016年4月、アルバム『ヘルター・セルツァー』をリリース。
2018年4月、アルバム『Megaplex』をリリース。

## メンバー

### 現在のメンバー
- キース・マーレー (Keith Murray) - ボーカル、ギター、キーボード、ドラム (1999年– )
- クリス・ケイン (Chris Cain) - ベース、バック・ボーカル (1999年– )
- キース・カーン (Keith Carne) - ドラム、パーカッション (2013年– ) ※ツアー・メンバー

### 旧メンバー
- スコット・ラム (Scott Lamb) - ギター (1999年; ツアー・メンバー 2002年)、リード・ボーカル (1999年)、バック・ボーカル、キーボード (2002年)
- マイケル・タッパー (Michael Tapper) - ドラム、パーカッション、バック・ボーカル (2000年–2007年)
- アンディ・バロウズ (Andy Burrows) - ドラム、パーカッション、キーボード、バック・ボーカル (2009年–2014年)
- ダニー・アレン (Danny Allen) - キーボード、ドラム (2009年–2012年) ※ツアー・メンバー
- マックス・ハート (Max Hart) - ギター、バック・ボーカル、キーボード (2008年–2010年、2013年) ※ツアー・メンバー
- アダム・アーロンソン (Adam Aaronson) - ドラム (2007年–2009年) ※ツアー・メンバー

## ディスコグラフィ

### スタジオ・アルバム
- 『愛することとみじめさと』 - With Love and Squalor (2005年)
- 『ブレイン・スラスト・マステリー』 - Brain Thrust Mastery (2008年)
- 『バーバラ』 - Barbara (2010年)
- TV en Français (2014年)
- 『ヘルター・セルツァー』 - Helter Seltzer (2016年)
- Megaplex (2018年)
- Huffy (2021年)
- Lobes (2023年)

## 来日公演
- 2006年
  - 5月9日 東京 渋谷DUO MUSIC EXCHANGE
  - 5月10日 大阪 心斎橋クラブクアトロ
  - 5月11日 愛知 名古屋クラブクアトロ
  - 5月12日 東京 渋谷クラブクアトロ
  - 8月12日 大阪 インテックス大阪 - SUMMER SONIC OSAKA
  - 8月13日 千葉 幕張メッセ - SUMMER SONIC TOKYO
- 2011年
  - 7月16日 神奈川 横浜アリーナ - NANO-MUGEN FES.
  - 7月17日 神奈川 横浜アリーナ - NANO-MUGEN FES.